# Rijksweg 205
Rijksweg 205 is de oude benaming voor de snelweg tussen het knooppunt Rottepolderplein en Haarlem-Zuid. Deze snelweg had vroeger het nummer A205. Met de aanleg van de N205 ten zuiden van knooppunt Rottepolderplein (die eigenlijk N22 zou moeten heten), werd het stuk weg tussen de A9 en Haarlem-Zuid een autoweg. Het stuk weg tussen de nieuwe aansluiting en Haarlem-Zuid hoorde vanaf toen bij de provinciale weg 205. Het stuk weg tussen de A9 en de nieuwe aansluiting blijft in de actuele wegenlijst nog steeds staan als Rijksweg A205, hoewel deze weg wel een autoweg werd. De hectometerpaaltjes geven in dit stuk ook nog steeds A205 aan. De lengte is 1km en is daarmee de kortste A-weg 
van Nederland (die enkel op de hectometerpaaltjes wordt aangegeven).
Opgemerkt kan worden dat de A205 wel door het Rijk is aangelegd, maar deze is al ruim voor de ombouw naar autoweg in handen van de provincie Noord-Holland gekomen.